# Bolanusoides heros
Bolanusoides heros är en insektsart som beskrevs av William Lucas Distant 1918. Bolanusoides heros ingår i släktet Bolanusoides och familjen dvärgstritar. Inga underarter finns listade i Catalogue of Life.